# X-Men: Poslední vzdor
X-Men: Poslední vzdor (v anglickém originále X-Men: The Last Stand) je superhrdinský sci-fi film z roku 2006. Byl natočen podle komiksu X-Men, který je vydáván vydavatelstvím Marvel Comics. Jde o třetí díl filmové série X-Men a pokračování dílu X-Men 2. Po Brianu Singerovi převzal režisérské otěže Brett Ratner.

## Děj
V jedné farmaceutické společnosti byl vyvinut lék – očkování z krve unikátního dětského mutanta, které potlačuje všechny mutantské geny. Vláda jej chce nabídnout mutantům, aby se díky němu začlenili do společnosti.
Někteří mutanti toho rádi využijí, ale Magneto uvažuje jinak – obává se, že díky tomuto očkování dojde k vyhlazení mutantů.
Cyclops, který je stále zdrcen ztrátou své milované Jean Grey, se vrací na místo její smrti u jezera Alkali. Tam překvapivě objeví Jean živou, ale jak se později ukáže, proměněnou, mnohem silnější a okolí nebezpečnou. Po vzájemném polibku Jean Cyclopse zabije. Jean se pak za pomoci Wolverina a Storm, kteří ji najdou u náhle zmizelého jezera, nechá vyšetřit, ale po potvrzení její nezvladatelné síly profesorem Xavierem později uteče.
Magneto se dozví o vzkříšení Jean, která od nyní nese jméno Phoenix, a najde ji v jejím rodném domě. Ve stejnou dobu sem dorazí i Xavier a oba se snaží získat Phoenix na svou stranu. Xavier jí slibuje „uzdravení“ zpět v původní Jean. Phoenix se ale nenechá přesvědčit, v záchvatu vzteku Xaviera zničí telepatickým rozpadem a přidá se k Magnetovi.
Magnetova armáda napadne ostrov Alcatraz, kde se vyrábí protimutantský lék a kde je ukryt i zdrojový mutant. Do bitvy, a to na straně lidí proti Magnetovi, se zapojí i Xavierovi žáci. Ti nakonec i přes ztráty vyhrají. Beast vpíchne Magnetovi lék a rázem ho tak připraví o jeho schopnosti. Phoenix je zabita Wolverinem, který díky svému okamžitému uzdravování jako jediný odolává její zničující síle.
V epilogu po závěrečných titulcích procitne z kómatu jeden pacient a promluví na ošetřující agentku hlasem profesora Xaviera.

## Postavy

### X-Meni
- Wolverine
- Storm
- Cyclops
- Iceman
- Rogue
- Angel
- Beast
- Profesor X
- Shadowcat
- Leech
- Colossus
- Jones

### Protivníci X-Menů
- Magneto
- Mystique
- Pyro
- Phoenix
- Arclight
- Callisto
- Glob Herman
- Juggernaut
- Lizard Man
- Multiple Man
- Organizátor
- Phat
- Psylocke
- Quill
- Spike

## Obsazení
- Hugh Jackman jako Logan/Wolverine
- Halle Berryová jako Ororo Munroe/Storm
- Ian McKellen jako Erik Lehsherr/Magneto
- Patrick Stewart jako Charles Xavier/Profesor X
- Famke Janssenová jako Jean Grey/Phoenix
- Anna Paquin jako Marie/Rogue
- Kelsey Grammer jako Dr. Henry McCoy/Beast
- James Marsden jako Scott Summers/Cyclops
- Rebecca Romijn jako Raven Darkhölme/Mystique
- Shawn Ashmore jako Bobby Drake/Iceman
- Aaron Stanford jako John Alledyce/Pyro
- Vinnie Jones jako Cain Marko/Juggernaut
- Ellen Page jako Kiity Pryde/Shadowcat
- Ben Foster jako Warren Worthington III/Angel
- Dania Ramirez jako Callisto
- Michael Murphy jako Warren Worthington II
- Shohreh Aghdashloo jako Kavita Rao
- Josef Sommer jako prezident
- Bill Duke jako Trask
- Daniel Cudmore jako Peter Rasputin/Colossus
- Eric Dane jako James Madrox/Multiple Man
- Olivia Williams jako Moira MacTaggert

## Ocenění a nominace
| Ocenění                               | Kategorie                                                           | Nominovaný                                        | Výsledek  |
| ------------------------------------- | ------------------------------------------------------------------- | ------------------------------------------------- | --------- |
| Cena Saturn                           | nejlepší film (sci-fi)                                              |                                                   | nominace  |
| Cena Saturn                           | nejlepší ženský herecký výkon ve vedlejší roli                      | Famke Janssen                                     | vítězství |
| Cena Saturn                           | nejlepší mužský herecký výkon ve vedlejší roli                      | Kelsey Grammer                                    | nominace  |
| Cena Saturn                           | nejlepší skladatel                                                  | John Powell                                       | nominace  |
| Cena Saturn                           | nejlepší kostýmy                                                    | Judianna Makovsky                                 | nominace  |
| Cena Saturn                           | nejlepší vizuální efekty                                            | John Bruno, Eric Saindon, Craig Lyn               | nominace  |
| Empire Awards                         | nejlepší film (sci-fi/fantasy)                                      |                                                   | nominace  |
| Empire Awards                         | scéna roku                                                          |                                                   | nominace  |
| Costume Designers Guild Awards        | nejlepší kostýmy (film – fantasy)                                   | Judianna Makovsky                                 | nominace  |
| Irish Film & Television Awards        | nejlepší mezinárodní herec                                          | Ian McKellen                                      | nominace  |
| Kids' Choice Awards                   | nejoblíbenější filmová světa (žena)                                 | Halle Berryová                                    | nominace  |
| Las Vegas Film Critics Society Awards | nejlepší vizuální efekty                                            |                                                   | vítězství |
| Online Film & Television Association  | nejlepší vizuální efekty                                            | John Bruno, Eric Saindon, Craig Lyn a Mike Vézina | nominace  |
| People's Choice Award                 | nejoblíbenější film                                                 |                                                   | nominace  |
| People's Choice Award                 | nejoblíbenější film (drama)                                         |                                                   | nominace  |
| People's Choice Award                 | nejoblíbenější herečka (film)                                       | Halle Berryová                                    | vítězství |
| Satellite Awards                      | nejlepší střih                                                      | Mark Helfrich, Mark Goldblatt, Julia Wong         | vítězství |
| Satellite Awards                      | nejlepší kamera                                                     | Dante Spinotti                                    | nominace  |
| Satellite Awards                      | nejlepší zvuk (střih a mix)                                         |                                                   | nominace  |
| Satellite Awards                      | nejlepší vizuální efekty                                            | John Bruno                                        | nominace  |
| Teen Choice Award                     | nejlepší akční film                                                 |                                                   | nominace  |
| Teen Choice Award                     | nejlepší filmový herec (akční)                                      | Hugh Jackman                                      | nominace  |
| Teen Choice Award                     | nejlepší filmová herečka (akční)                                    | Halle Berryová                                    | nominace  |
| Teen Choice Award                     | nejlepší filmový zloduch                                            | Ian McKellen                                      | nominace  |
| Teen Choice Award                     | nejlepší filmový polibek                                            |                                                   | nominace  |
| Teen Choice Award                     | nejlepší filmová rvačka                                             |                                                   | nominace  |
| Young Artist Awards                   | nejlepší mužský herecký výkon ve vedlejší roli (film) – mladý herec | Cameron Bright                                    | nominace  |